# 傑里波安·O·博尚

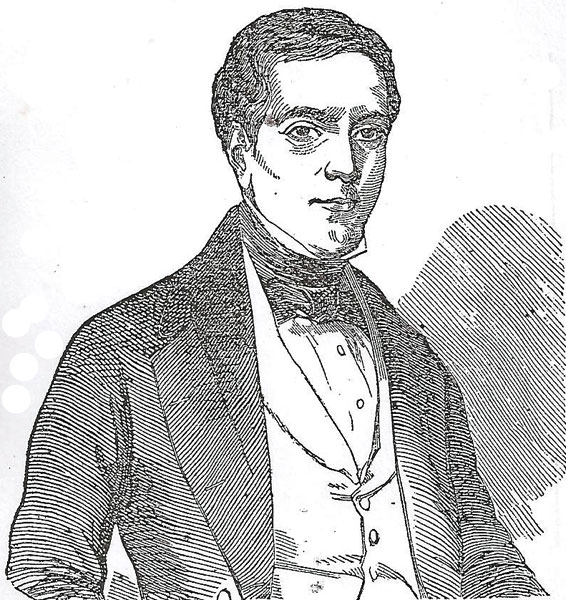
傑里波安·O·博尚

傑里波安·O·博尚（1802年9月6日—1826年7月7日）身為美國律師，暗殺肯塔基立法議員所羅門·P·夏普（Solomon Porcius Sharp），是為博尚－夏普惨案。1821年，夏普疑和女子柯克（Anna Cooke）懷有非婚生子女。夏普否認與流產的子女的父子關係，而輿論支持夏普。1824年，博尚與柯克結婚。